# 恩納代爾湖
恩納代爾湖（英語：Ennerdale Water）是英國的一個湖泊，位於英格蘭坎布里亞郡湖區國家公園，是湖區最西端的湖泊之一。恩納代爾湖的成因是冰川湖，最大深度有45米（150英尺）。湖西側有一個小村莊。此湖歸联合公用事业公司所有，用以供給懷特港的居民用水。

## 外部連結
- Wild Ennerdale website （页面存档备份，存于）
- Wildness reclaims the Ennerdale valley （页面存档备份，存于）